# 田村町正直
田村町正直（たむらまち しょうじき）は、福島県郡山市の大字である。郵便番号は963-1163。

## 地理
郡山市南東部の田村地区に属する。北で田村町大善寺、東で田村町山中、西で田村町御代田とそれぞれ隣接する。概ね町村制施行以前の田村郡正直村の流れを汲む地域である。一級水系阿武隈川右岸部、支流の谷田川左岸部の河川に挟まれた平地の中ほどを範囲とする。平野部には水田が広がり、集落が点在する。北東部の丘陵地には正直古墳群や正直館跡といった歴史的遺構が遺されている。東西にJR水郡線と福島県道110号田村安積線が横断する。田村町大善寺に所在する郡山警察署田村駐在所及び田村町岩作に所在する郡山消防署田村分署がそれぞれ管轄にあたる。

### 主な字
字
- 西
- 日向畑
- 新館
- 竹ノ内
- 天井田

- 除古
- 物見段
- 蓮沼
- 南
- 北

### 河川・湖沼
- 荒池
- 蓮沼
- 上の池

## 歴史
- 1879年1月27日 - 守山藩領正直村が福島県内における郡区町村制の施行により田村郡の村となる。
- 1889年4月1日 - 町村制の施行により正直村が金沢村、岩作村、守山村、山中村、徳定村、御代田村、大善寺村、細田村、大供村と合併し田村郡守山村が発足する。旧正直村域は守山村の大字となる。
- 1908年3月13日 - 守山村が町制施行し守山町となり、守山町の大字となる。
- 1955年1月1日 - 守山町が谷田川村と高瀬村の一部と合併し田村町が発足し、田村町の大字となる。
- 1965年5月1日 - 田村町が郡山市、安積郡富久山町、日和田町、熱海町、安積町、喜久田村、逢瀬村、片平村、三穂田村、湖南村と合併し新たな郡山市が設立され、郡山市の大字となる。

## 世帯数と人口
2024年1月1日現在の世帯数と人口は以下の通りである。
| 大字       | 世帯数  | 人口  |
| ---------- | ------- | ----- |
| 田村町正直 | 143世帯 | 330人 |

## 小・中学校の学区
市立小・中学校に通う場合、学区は以下の通りとなる。
| 番地 | 小学校               | 中学校             |
| ---- | -------------------- | ------------------ |
| 全域 | 郡山市立御代田小学校 | 郡山市立守山中学校 |

## 交通

### 鉄道
- JR水郡線

### 道路
- 福島県道110号田村安積線

## 施設
- 正直古墳群
- 正直館跡
- 正福寺跡
- 稲荷大明神
- 菅船大明神